# Citrusschil

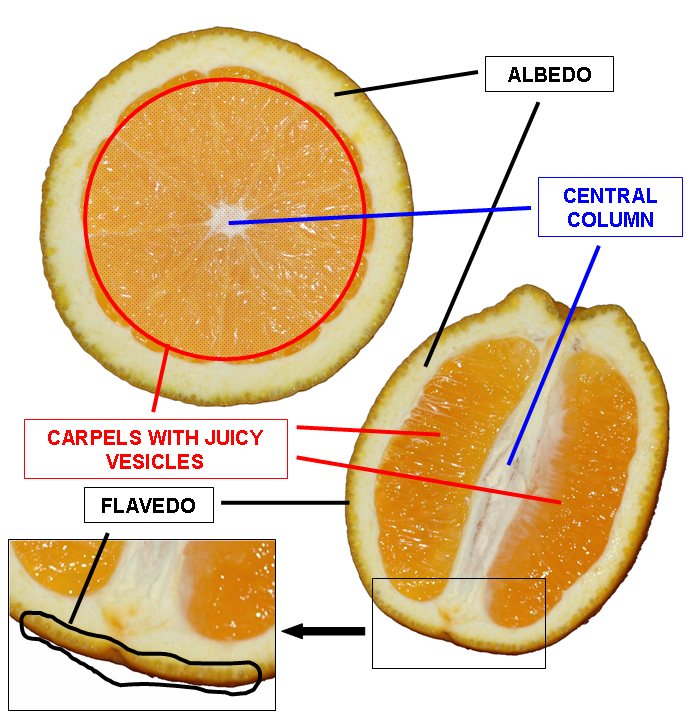
Een doorsnede van een sinaasappel, met de flavedo (zest), albedo (het witte deel van de schil), de centrale kolom (van hetzelfde witte materiaal) en de sappige partjes

Citrusschil ofwel zest of zeste is het buitenste deel van de schil van een citrusvrucht, bijvoorbeeld een bergamot, cederappel (waarvan sukade wordt gemaakt), citroen, grapefruit, kumquat, limoen, mandarijn, sinaasappel of yuzu.
Een citrusvrucht bestaat uit een aantal lagen. De zest is de buitenste laag, het gekleurde deel van de schil. Deze bestaat uit zeer veel olieklieren, waarin ontvlambare etherische oliën zitten opgeslagen. Deze geven een sterke geur en smaak. De zest wordt daarom veel gebruikt als ingrediënt in zoete en hartige gerechten en dranken, bijvoorbeeld vruchtenlikeur.

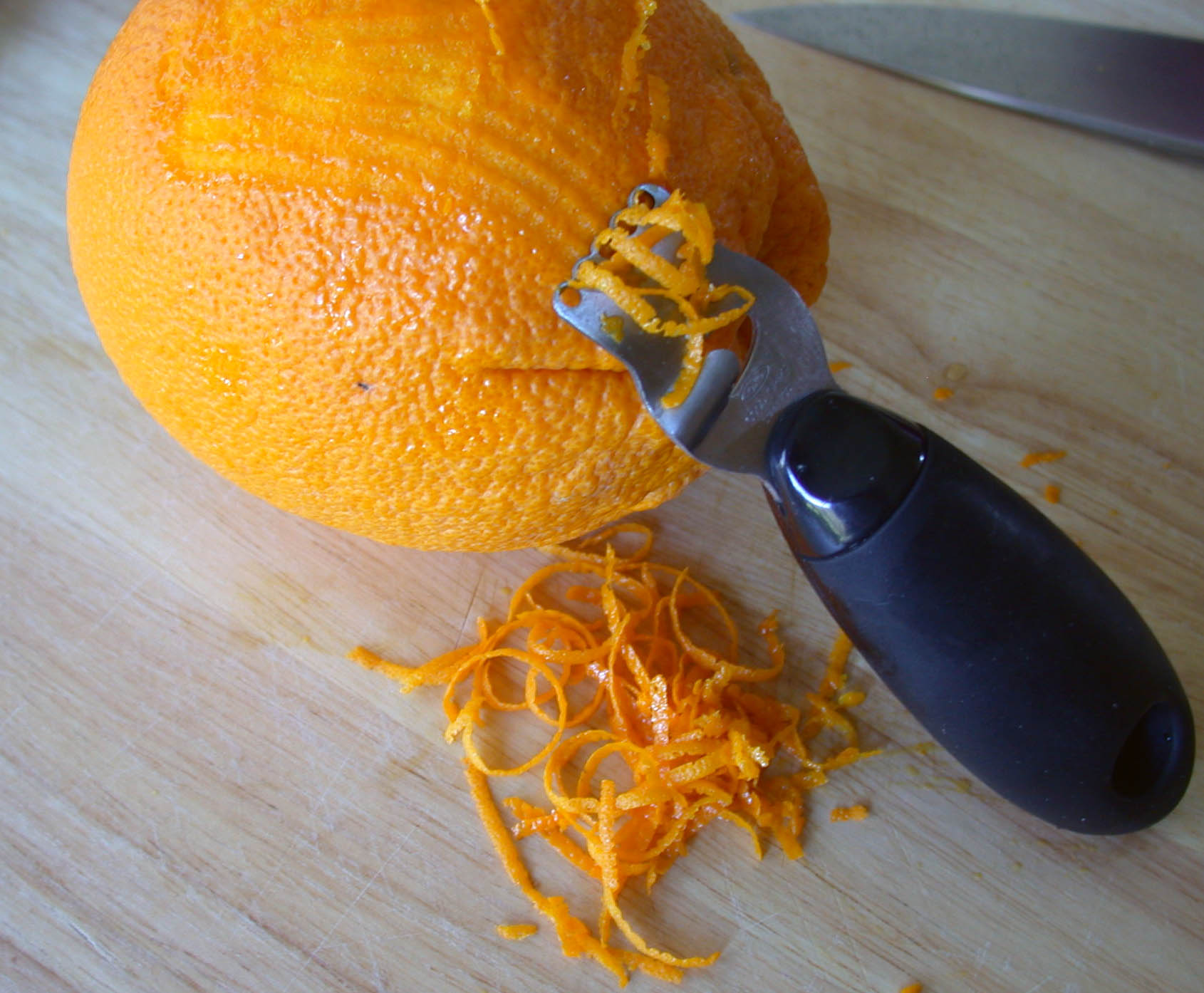
Zest van een sinaasappel